# Silkroad Online
Silkroad Online (Também conhecido como SRO, Coreano: 실크로드 온라인) é um MMORPG criado pela empresa Sul-Coreana Joymax. Tendo sua versão beta sido lançada na Coreia do Sul em 11 de Novembro de 2003, o título se tornou bastante popular no Oriente, principalmente no seu país de origem e China, já que seu enredo está diretamente ligado a parte da história chinesa. O Silkroad, como o próprio nome diz, relembra a Rota da Seda, onde mercadores, bandidos e caçadores de recompensas trilhavam duros caminhos em busca de sustento e sobrevivência.

## Jogabilidade
Após cadastrar seu login e password no site, o jogador pode logar no jogo para então criar seu personagem. Neste momento é escolhido seu nome assim como sua aparência, altura e tipo físico, estas características não influenciam a estratégia do jogo pois afetam apenas a aparência do personagem. Segue-se então mais dois aspectos a serem escolhidos: a armadura e a arma, estes sim influenciam a estratégia de jogo. Embora ambos possam ser alterados durante o jogo, o Race Europeu determina quais armaduras podem ser usadas para cada árvore de habilidades, por exemplo, um personagem no level 80 na habilidade (mastery) Cleric e level 0 na habilidade Rogue não pode usar a armadura Heavy Armor, que pode ser usada com a habilidade Warrior. Isto não se aplica às armas e acessórios (Rings, Necklaces e Earrings), e também não se aplica ao Race Chinês, onde se pode trocar de arma e armadura a qualquer momento. O jogo é Free-To-Play, ou seja, não é necessário pagar para jogá-lo. A versão internacional possui dois grupos de classes, Chinês e Europeu, e um extenso mapa entre as duas áreas, desde o Egito até a China. Esses dois grupos de classes possuem mapas de habilidades diferentes. Atualmente a evolução dos personagens do jogo na versão internacional vai até o level 120.

### Grandes atualizações (Updates)
A JoyMax faz atualizações no jogo periodicamente, sendo as grandes atualizações chamadas Legend.
- Silkroad Online Legend I: Europe lançada no dia 24 de Julho de 2007. Esta atualização inclui todo o grupo de classes europeias com seus personagens, mapa de habilidades, armaduras, armas próprias e as novas áreas e cidades europeias, assim como um novo monstro único chamado Cerberus que aparece na área Europe. Outras novidades são a inclusão de monstros especiais para grupo (Mobs de party), o sistema de academia, a rede de compra e venda (Stall Network), o sistema de recompra nos NPCs, a venda de avatares no ItemMall e mudanças significativas no sistema de profissões (Jobs). Além disso, as habilidades (Skills) dos personagens chineses são estendidas até o nível 80.
- Silkroad Online Legend II: Fortress War lançada no dia 18 de Dezembro de 2007. Esta atualização abre a fortaleza de Jangan, a primeira de 8 fortalezas que haverá no jogo, 5 grandes (Large), uma para cada cidade principal do jogo (Jangan, Donwhang, Hotan, Constantinople e Samarkand), e 3 menores (Small), uma para cada cidade periférica do jogo (Bandit, Black Robber Den e Evil-order). Cada fortaleza controla economicamente sua respectiva cidade e confere à guild que a domina gold e itens especiais. Todo Sábado ocorre a guerra da fortaleza (Fortress War), quando há uma disputa pelo domínio da fortaleza. Também foi incluído um novo mostro único chamado Captain Ivy que aparece na área Asia Minor.
- Silkroad Online Legend III: Roc Mountain lançada no dia 20 de Maio de 2008. Esta atualização abre uma nova área no mapa (Roc Mountain - West Asia), assim como novos monstros e um novo monstro único, Demon Shaitan; e a evolução dos personagens estendida até o level 90 trazendo novas armas, armaduras e skills (Habilidades).
- Silkroad Online Legend III Plus lançada no dia 16 de Dezembro de 2008. Esta atualização traz um novo item premium chamado Devil's Spirit e abre a fortaleza menor da área China (Bandit Fortress). O Devil's Spirit pode ser comprado no Item Mall e usado em um slot especial logo abaixo dos slots destinados aos avatares e, após ativado, dura 4 semanas. Este item aumenta a barra de HP e MP em 15% e disponibiliza uma nova skill que aumenta, por 10 minutos, os danos mágico e físico em 20% e a velocidade do personagem em 10%. O Bandit Fortress é semelhante à fortaleza já existente porém controlará (cobrar taxa) apenas o comércio feito com o comerciante localizado dentro da cidade dos Bandits e os portos da área China.
- Silkroad Online Legend IV: Tomb of Qin-Shi Emperor lançada no dia 17 de Março de 2009. Esta atualização abre uma nova caverna (Qin-Shi Tomb ou Ch'in Tomb) que se localiza na área China, assim como novos monstros, monstros especiais (mini-bosses) e um novo monstro único - BeakYung The White Viper. A evolução dos personagens é estendida até o level 100 trazendo novas armas, armaduras e skills (Habilidades).
- Silkroad Online Legend IV Plus: Roc lançada no dia 25 de Agosto de 2009. Esta atualização abre uma nova caverna (Dungeon) na área West Asia (Roc Mountain) onde será o ninho de um novo monstro único chamado Roc The Monster Bird. Da mesma forma que acontece com BeakYung The White Viper, Roc deve ser precedido por monstros especiais (mini-bosses). Uma armadura nova será implementada e terá características especiais. A curiosidade é que esta armadura especial será a mesma para personagens chineses e europeus. Por último, a colocaração das armas irá mudar e terá efeitos especiais.
- Silkroad Online Legend IV Plus: Hotan Fortress lançada no dia 15 de Dezembro de 2009. Esta atualização traz a terceira fortaleza do jogo, localizada em Hotan. Um novo sistema para a guerra de fortaleza é implementado habilitando o ataque à fortaleza com a arma comum sem a necessidade do martelo que não é mais encontrado para venda dentro do jogo.
- Silkroad Online Legend V: Heroes of Alexandria lançada dia 16 de Março de 2010. Esta atualização abre uma nova área chamada Egypt contendo uma nova cidade, Alexandria e duas novas cavernas (Dungeons). O nível máximo dos personagens aumenta para 110 trazendo novos monstros e itens. Uma das cavernas só pode ser acessada em sistema de grupo (Party Share System), e o nível mínimo do personagem para entrar é 100. Já na outra caverna, o nível mínimo do personagem para entrar é 105 sendo uma caverna especial que permite combates PvP (Player versus Player). Há também outras atualizações diversas, dentre elas: novo desenho da loja (Item Mall) incluindo novos itens Premium e mudanças no sistema de alquimia (incluindo novos elixirs), no sistema de party, nas regras de PK (Player Kill) e missões (quests).

### Áreas e Cidades
O mapa do Silkroad é dividido em áreas conforme quadro abaixo. Cada área abriga monstros (mobs) de uma determinada faixa de níveis (level).  Embora uma região seja Chinesa ou Europeia, os personagens dos dois Races (Raças) podem entrar na área oposta, porém, nas áreas europeias, caem dos monstros somente itens europeus, da mesma forma caem somente itens chineses nas áreas chinesas, mas em Hotan e Alexandria são cidades de unificação que podem cair tanto itens chineses como europeus.
Cidades: Há seis cidades na versão internacional. Do leste para o oeste são: Jangan, Donwhang, Hotan, Samarkand, Constantinople e Alexandria. Cada cidade possui NPCs. Os NPCs normalmente vendem e/ou reparam itens e dão tarefas (Quests). Em cada cidade há um Protector Trader que vende e repara armaduras; um Blacksmith que vende e repara armas; um Potion Store que vende ervas, poções e pílulas (Herbs, Potions and pills); um Grocery Trader (chamado de Inn em Samarkand e Constantinople) que vende itens para alquimia e acessórios, assim como poções que aumentam a velocidade do personagem e capas; um Hunter Union onde você se alista para se tornar um Caçador; um Trader Association onde você se associa como Mercador; um Specialty Shop onde o Mercador pode comprar mercadorias para vender em outra cidade; e um Stable onde você pode comprar cavalos (serve como transporte e proteção contra ataques), mascotes, animais de transporte para Mercadores e vários outros itens relacionados, um Storage onde o jogador pode armazenar items, E cada um tem um especifico ícone no map. Não há combates dentro das cidades. Além disso, o sistema de venda Stall Network só funciona dentro das cidades.

### Modo de Fúria (Berserker)
Também chamado de berzerk, ou apenas zerk, o modo Berserker aumenta a velocidade de movimento do personagem assim como seu poder de ataque, o personagem aumenta de tamanho e muda de aparência ficando vermelho e em chamas ou azul após o jogador completar a quest do berserker. Além dos 4 tipos de pontos ganhos no jogo (XP, SP, Job Experience e Stat Points), o personagem também ganha 5 pontos de Berserker (indicados por pontos rosas ao lado da foto do personagem no canto superior esquerdo da tela) podendo ativar este modo através da tecla TAB do teclado. Sua duração é de aproximadamente 1 minuto e é muito útil para matar um monstro difícil, como um gigante ou um monstro único, ou para matar um maior número de monstros mais rapidamente, ou ainda para matar um outro jogador em combate PVP, podendo também ser usado para chegar mais rapidamente em algum lugar.

### Guilda e União
Uma guilda, ou guild como é chamada no jogo, é um tipo de associação na qual podem se reunir jogares e pode ser criada por um personagem de nível 20, ou superior, pagando-se a quantia de 500.000 em Gold. Uma vez criada, ela pode evoluir e chegar até ao nível 5, com os seguintes recursos:
- Nível 1: 15 membros
- Nível 2: 20 membros, ganha 1 página de baú da guilda e a possibilidade de formar união com outras guildas.
- Nível 3: 30 membros, ganha mais 1 página de baú da guilda.
- Nível 4: 35 membros, ganha mais 1 página de baú da guilda e a possibilidade de usar um emblema para a guilda.
- Nível 5: 50 membros, ganha mais 1 página de baú da guilda e a possibilidade de usar um emblema para a união.

O líder da guilda, chamado de Master ou Guild Master (GM*), determina quais membros podem ter acesso ao baú da guilda e, se desejar, somente ele pode ter acesso ao mesmo. A taxa de uso do baú da guilda é a metade da taxa de uso do baú individual. O líder também é responsável por nomear membros para funções específicas na guerra ou na administração das fortalezas (Fortress War). Para elevar o nível de uma guilda é necessário pagar uma certa quantia em pontos de guilda (Guild Points ou GP) e em Gold, conforme a tabela abaixo. Para executar esta ação, o líder da guilda (master) deve usar o NPC gerenciador de guilda. Há um em cada cidade.
| Nível | GP      | Gold       |
| ----- | ------- | ---------- |
| 1 > 2 | 5.400   | 3.000.000  |
| 2 > 3 | 50.400  | 9.000.000  |
| 3 > 4 | 135.000 | 15.000.000 |
| 4 > 5 | 378.000 | 21.000.000 |

Pontos de Guilda: A cada ponto de habilidade (Skill Point ou SP) conquistado por um membro, a guilda ganha 1 ponto de guilda.
União: Guildas podem se unir e formar uma união. A guilda líder da união escolhe o emblema da união, pode adicionar novas guildas na união (até o limite de 8), pode bani-las e pode desfazer completamente a união.
Emblemas são imagens criadas livremente pelo jogador, respeitando as dimensões de 16x16 pixels, 24 bits de cores e a extensão do arquivo deve ser bmp (bitmap). Os emblemas da união e da guilda ficam juntos e localizados a esquerda do nome da guilda. Por estarem juntos, as imagens podem ser conjugadas e formar uma única imagem com dimensões 32x16 pixels.
- A sigla GM pode significar Guild Master (líder de uma guilda), ou significar Game Master que é um moderador do jogo.

### Profissões (Jobs)
Os jogadores podem exercer uma profissão no jogo quando atingem o level 20. São três as profissões: Mercador (Trader), Ladrão (Thief) e Caçador (Hunter). Ladrões roubam os Mercadores que são protegidos por Caçadores. Mercadores e Caçadores podem matar os Ladrões mas um não pode atacar o outro, conseqüentemente os Ladrões podem matar tanto os Mercadores quanto os Caçadores. Este combates podem ocorrer independentemente da formação de uma caravana.
Ao fazer a escolha de uma profissão o jogador deve criar um segundo nome (alias) que será usado durante o exercício da profissão, ocultando assim o nome real do personagem; a troca posterior deste nome é possível mas uma taxa deverá ser paga para tal. A troca de profissão é permitida, porém o jogador ficará 7 dias sem poder exercer nenhuma profissão.
Mercadores ganham experiência quando vendem suas mercadorias em outra cidade; Ladrões ganham experiência quando vendem as mercadorias roubadas na cidade dos ladrões (Thief Town) ou quando matam Mercadores ou Caçadores; e os Caçadores ganham experiência quando o Mercador protegido vende suas mercadorias ou quando ele mata Ladrões.
- Mercadores (Traders): Basicamente, mercadores devem levar mercadorias pela Rota da Seda de uma cidade para outra. Cidades vizinhas ficam distantes em torno de 45 minutos (dependendo do animal escolhido para transportar as mercadorias e do percurso escolhido). À medida que o mercador vai comprando as mercadorias sua classificação vai aumentando de 1 até 5 estrelas. Quanto mais estrelas, mais ladrões controlados pelo jogo irão aparecer chamando a atenção dos Ladrões jogadores, aumentando a dificuldade. Uma caravana (Trade) pode ser composta por um ou mais mercadores.
- Ladrões (Thiefs): Os Ladrões tem como missão roubar as mercadorias dos mercadores e vendê-las na cidade dos ladrões. Para isso eles devem atacar uma caravana e matar o Mercador e seu animal de transporte, coletar as mercadorias roubadas e colocá-las no seu próprio animal de transporte e ir até a cidade dos ladrões.
- Caçadores (Hunters): Os Caçadores tem como missão escoltar o Mercador em sua viagem. Os caçadores devem eliminar todos os inimigos ao longo do percurso e garantir que o Mercador não tenha suas mercadorias roubadas. Os inimigos podem ser os monstros, os ladrões gerados pelo próprio jogo ou Ladrões jogadores.

### Compra e Venda de Itens
Os Itens do jogo podem ser comprados ou vendidos através de estandes (stalls). O jogador pode montar um estande em qualquer lugar do jogo mas somente dentro da cidade pode-se registrar os itens no sistema de pesquisa chamado stall network; com este sistema, um jogador comprador pode pesquisar os preços de todos os itens registrados em uma só janela sem precisar entrar em cada estande mas o jogador vendedor paga uma taxa por item vendido através deste sistema.
Nem todos os itens podem ser vendidos através de estandes como, por exemplo, itens Quest.

### Mascotes (Pets)
A partir do nível 5, o jogador pode comprar seu mascote, há apenas um mascote que pode ser comprado por gold, o lobo, que custa 1 milhão de gold (moeda do jogo), os demais mascotes só podem ser comprados pelo Item Mall. O mascote evolui junto com o personagem e ajuda a matar os monstros. Ao atingir o nível 40, o mascote cresce, tornando-se mais forte e veloz. O mascote também pode receber um nome dado pelo jogador mas, uma vez registrado o nome, este não poderá mais ser trocado. Dentre os mascotes, somente o lobo pode ser vendido em estandes.
Há diversos itens especiais para os mascotes como poções de vida, alimento e poções de cura, assim como um item para ressuscitar seu mascote caso ele morra. Todos estes item são vendidos no estábulo de cada cidade.

### Alquimia
O sistema de alquimia é usado para fortalecer os equipamentos, aumentando seu nível, ou adicionar atribuições mágicas aos mesmos. Pessionando a tecla "Y" no teclado, temos a janela de alquimia. Para fortalecer um equipamento, você precisa do elixir correspondente, podendo usar também o pó da sorte (Lucky Powder) que aumenta a chance de sucesso na alquimia. Quando a alquimia é realizada com sucesso, o equipamento tem seu nível elevado em uma unidade, por exemplo, se um escudo do nível 64 for fortalecido no processo de alquimia, seu nível será elevado em uma unidade, recebendo a inscrição "(+1)" ao lado de seu nome, neste caso a defesa do escudo será equivalente a de um escudo do nível 65.
Há a chance de falha na alquimia, mesmo com o uso do pó da sorte e de outros auxílios. Se a alquimia falhar, o equipamento perderá todos os níveis conquistados através da alquimia voltando a ser um item normal. Há também a chance do equipamento ser totalmente destruído ou de ter sua durabilidade comprometida, esta chance aumenta quanto maior for o nível alcançado em alquimias. É possível também adicionar atribuições mágicas aos equipamentos com o uso das pedras mágicas verdes, estas atribuições são listadas em azul no equipamento sendo denominadas dentro do jogo de Blues. Há também as pedras mágicas rosas que servem para alterar as características do equipamento.
As pedras mágicas podem ser obtidas através da quebra de um equipamento ou através de um outro processo de alquimia usado especificamente para criar estas pedras. Para isso é necessário que se tenha um tablete e elementos básicos da natureza: Terra (Earth), Água (Water), Fogo (Fire) e Vento (Wind). Da fusão de um tablete com uma determinada quantidade de elementos da natureza, temos uma pedra mágica. Cada tablete contém a relação de elementos necessários para que este se torne uma pedra mágica. Os elementos da natureza são obtidos através da destruição de equipamentos ou através da destruição de itens especiais que caem dos monstros. Além da destruição acidental de um equipamento durante uma alquimia, este também pode ser destruído intencionalmente com o uso do Destroyer Rondo que é vendido na cidade. Itens especiais que caem dos monstros são destruídos com o uso do Void Rondo.

### Eventos
Os eventos normalmente acontecem em datas festivas como Natal, Ano Novo, Páscoa e Halloween.
Os eventos variam muito no formato e quase sempre presenteiam os jogadores com itens especiais que podem ser conseguidos trocando-se caixas Jewel Box que caem dos monstros. A troca é feita em um NPC chamado So-Ok, há um para cada cidade.

### Servidores
Cada servidor é independente de maneira que não há contato de jogadores entre servidores e os personagens não podem ser transferidos de um servidor para outro.
| #  | Nome do Servidor | Lançamento* | Capacidade |
| -- | ---------------- | ----------- | ---------- |
| 01 | Xian             | 01/10/2005  | 3500       |
| 02 | Aege             | 14/11/2005  | 3500       |
| 03 | Troy             | 03/12/2005  | 3500       |
| 04 | Babel            | 26/01/2006  | 3500       |
| 05 | Athens           | 21/02/2006  | 3500       |
| 06 | Oasis            | 06/03/2006  | 3500       |
| 07 | Venice           | 30/03/2006  | 3500       |
| 08 | Greece           | 26/05/2006  | 3500       |
| 09 | Alps             | 04/07/2006  | 3500       |
| 10 | Olympus          | 14/07/2006  | 3500       |
| 11 | Tibet            | 24/08/2006  | 3500       |
| 12 | Red Sea          | 26/09/2006  | 3500       |
| 13 | Rome             | 12/10/2006  | 3500       |
| 14 | Sparta           | 02/11/2006  | 3500       |
| 15 | Eldorado         | 29/11/2006  | 3500       |
| 16 | Pacific          | 20/02/2007  | 3500       |
| 17 | Alexander        | 26/02/2007  | 3500       |
| 18 | Persia           | 04/04/2007  | 3500       |
| 19 | Zeus             | 05/04/2007  | 3500       |
| 20 | Poseidon         | 28/05/2007  | 3500       |
| 21 | Hercules         | 29/06/2007  | 3500       |
| 22 | Odin             | 05/07/2007  | 3500       |
| 23 | Mercury          | 20/08/2007  | 3500       |
| 24 | Mars             | 06/09/2007  | 3500       |
| 25 | Saturn           | 06/11/2007  | 3500       |
| 26 | Venus            | 20/11/2007  | 3500       |
| 27 | Uranus           | 04/12/2007  | 3500       |
| 28 | Pluto            | 11/12/2007  | 3500       |
| 29 | Neptune          | 18/12/2007  | 3500       |
| 30 | Hera             | 26/02/2008  | 3500       |
| 31 | Gaia             | 02/09/2008  | 3500       |
| 32 | Eos              | 07/10/2008  | 3500       |
| 33 | Phoenix          | 25/11/2008  | 3500       |
| 34 | Ares             | 02/12/2008  | 3500       |
| 35 | Iris             | 16/12/2008  | 3500       |
| 36 | Titan            | 20/01/2009  | 3500       |
| 37 | Apollo           | 17/03/2009  | 3500       |
| 38 | Helios           | 25/08/2009  | 3500       |
| 39 | Malazgirt TR     | 17/11/2009  | 3500       |
| 40 | Petra            | 27/07/2010  | 3500       |
| 41 | Tigris           | 17/08/2010  | 3500       |
| 42 | Aral             | 24/08/2010  | 3500       |
| 43 | Caspian          | 31/08/2010  | 3500       |
| 44 | Maya             | 19/10/2010  | 3500       |
| 45 | Azteca           | 30/11/2010  | 3500       |
| 46 | Mena             | 28/12/2010  | 3500       |
| 47 | Argos            | 09/08/2011  | 3500       |
| 48 | Genesis          | 15/11/2011  | 3500       |

## Itens
Existem quatro tipos de equipamentos: Weapon (Arma), Shield (Escudo), Protector (Roupa) e Accessory (Acessório), sendo que os equipamentos Chineses não podem ser usados por personagens Europeus e vice-versa. Cada equipamento possui um nível (Level) e, quanto maior seu nível, melhor é o equipamento. O personagem pode usar um equipamento de um nível igual ou menor que o dele, exceto as roupas dos personagens Europeus que limitam-se pela classe e pelo nível da árvore de habilidades (skills) e não pelo nível do personagem. Um destaque especial vai para a beleza dos trajes, sendo realmente um atrativo do jogo. A variedade fornecida pelos 3 tipos de trajes, tanto na versão masculina como na versão feminina, causa uma ótima impressão para qualquer jogador. Os acessórios (brincos, anéis e colares) não são visíveis no personagem, sendo apenas itens para aumento de seus atributos.

### Equipamentos Chineses
Weapon: Há 5 tipos de arma:
- Blade: Arma de uma mão baseada em ataque físico; pode ser conjugada com escudo.
- Sword: Arma de uma mão baseada em ataque mágico; pode ser conjugada com escudo.
- Glaive: Arma de duas mãos baseada em ataque físico; não pode ser conjugada com escudo.
- Spear: Arma de duas mãos baseada em ataque mágico; não pode ser conjugada com escudo.
- Bow: Arma de duas mãos baseada em ataque crítico e à distância; não pode ser conjugada com escudo.

Shield: Um Escudo só pode ser conjugado com armas de uma mão, sendo este um equipamento de proteção adicional atribuindo mais defesa e a possibilidade de bloquear completamente um ataque.
Protector: Há três tipos de Roupas:
- Armor: Fornece maior defesa física em detrimento da defesa mágica. Pode ser conjugada com a Roupa Protector.
- Protector: Fornece defesa física e mágica de forma balanceada, bônus de 10% a mais de velocidade de locomoção do personagem e bônus de 10% a menos no consumo da poção mágica (MP). Pode ser conjugada com a Roupa Armor porém perdendo os bônus.
- Garment: Fornece maior defesa mágica em detrimento da defesa física, bônus de 20% a mais de velocidade de locomoção do personagem e bônus de 20% a menos no consumo da poção mágica (MP). Não pode ser conjugada com outro tipo de roupa.

Accessory: Além das Roupas, o personagem pode usar 2 Anéis (Rings), 1 par de Brincos (Earrings) e 1 Colar (Necklace), estes fornecem uma determinada taxa de absorção do dano físico e mágico recebido.

### Equipamentos Europeus
Weapons: Há 9 tipos de arma:
- One-hand sword: Arma de uma mão exclusiva para ataque físico; pode ser conjugada com escudo.
- Two-hand sword: Arma de duas mãos exclusiva para ataque físico; não pode ser conjugada com escudo.
- Crossbow: Arma de duas mãos exclusiva para ataque físico, crítico e à distância; não pode ser conjugada com escudo.
- Daggers: Arma de duas mãos exclusiva para ataque físico e crítico; não pode ser conjugada com escudo.
- Dual Axe: Arma de duas mãos exclusiva para ataque físico; não pode ser conjugada com escudo.
- Cleric Rod: Arma de uma mão exclusiva para ataque mágico; pode ser conjugada com escudo.
- Warlock Rod: Arma de uma mão exclusiva para ataque mágico; pode ser conjugada com escudo.
- Harp: Arma de duas mãos exclusiva para ataque mágico; não pode ser conjugada com escudo.
- Staff: Arma de duas mãos exclusiva para ataque mágico; não pode ser conjugada com escudo.

Shields: Um escudo só pode ser conjugado com armas de uma mão, sendo este um equipamento de proteção adicional atribuindo mais defesa e a possibilidade de bloquear completamente um ataque. Um Warrior pode atacar com o escudo porém sua principal função é a defesa.
Protector: Há três tipos de Roupas:
- Heavy Armor: Fornece maior defesa física em detrimento da defesa mágica. Requer a classe Warrior.
- Light Armor: Fornece defesa física e mágica de forma balanceada, bônus de 10% a mais de velocidade de locomoção do personagem e bônus de 10% a menos no consumo da poção mágica (MP). Requer a classe Warrior, Rogue ou Cleric.
- Robe: Fornece maior defesa mágica em detrimento da defesa física, bônus de 20% a mais de velocidade de locomoção do personagem e bônus de 20% a menos no consumo da poção mágica (MP). Requer a classe Wizard, Warlock, Bard ou Cleric.

Accessory: Além das Roupas, o personagem pode usar 2 Anéis (Rings), 1 par de Brincos (Earrings) e 1 Colar (Necklace), estes fornecem uma determinada taxa de absorção do dano físico e mágico recebido.

### Equipamentos Especiais
A grande maioria dos equipamentos no jogo são comuns em relação às propriedades que possuem, entretanto há equipamentos especiais que são muito mais poderosos. Estes equipamentos são denominados SoX: Seal of Star (SOS), Seal of Moon (SOM), Seal of Sun (SOSun ou SUN), Seal of Nova (SON), RARE e Legend (Armas egípcias). Estes equipamentos não podem ser feitos nem comprados e somente são obtidos dos monstros. Além disso, só há equipamentos especiais para o primeiro dos três conjuntos de cada grau (Degree).
Há também armas denominadas HSoX: Honor Seal of Star (HSOS), Honor Seal of Moon (HSOM), Honor Seal of Sun (HSUN ou HSOSun) e Honor Seal of Nova (HNOVA) que podem ser compradas com Gold e Honor Points (Pontos de Honra - Os Pontos de Honra são obtidos atrás da Academia). Estas armas são de níveis diferentes das armas SoX. Uma arma HSOS é 2 níveis menor que sua respectiva SOS, uma arma HSOM é 2 níveis maior que sua respectiva SOM e uma arma HSUN é 6 níveis maior que sua respectiva SUN

### Item Mall
Todas as compras são feitas dentro do jogo no Item Mall (Shopping de Itens), e os preços são dados em Silk. O Silk é comprado no site do jogo pelo PayPal ou pela Level Up!, dentre outras formas, e custa atualmente US$ 0,50 pelo PayPal ou R$ 1,00 pelo Level Up!. Há promoções dependendo da quantidade de Silks comprados.
No Item Mall, o jogador pode comprar itens especiais, avatars (roupas especiais que podem receber atributos), pets (mascotes), tickets premium e pedras de alquimia especiais.
Tickets Premium
Todos os tickets premium duram 28 dias e oferecem acesso privilegiado aos servidores, percentual de XP/SP extras durante 3 ou 5 horas a cada dia, e 3 ou 10 pontos de STR/INT extras, além de diversos atributos que tornam o personagem mais forte, mais resistente, mais destro e com mais sorte em alquimias. Os tickets gold também oferecem uma quest que deve ser feita durante o tempo de XP/SP extra.